# El Mundo gira

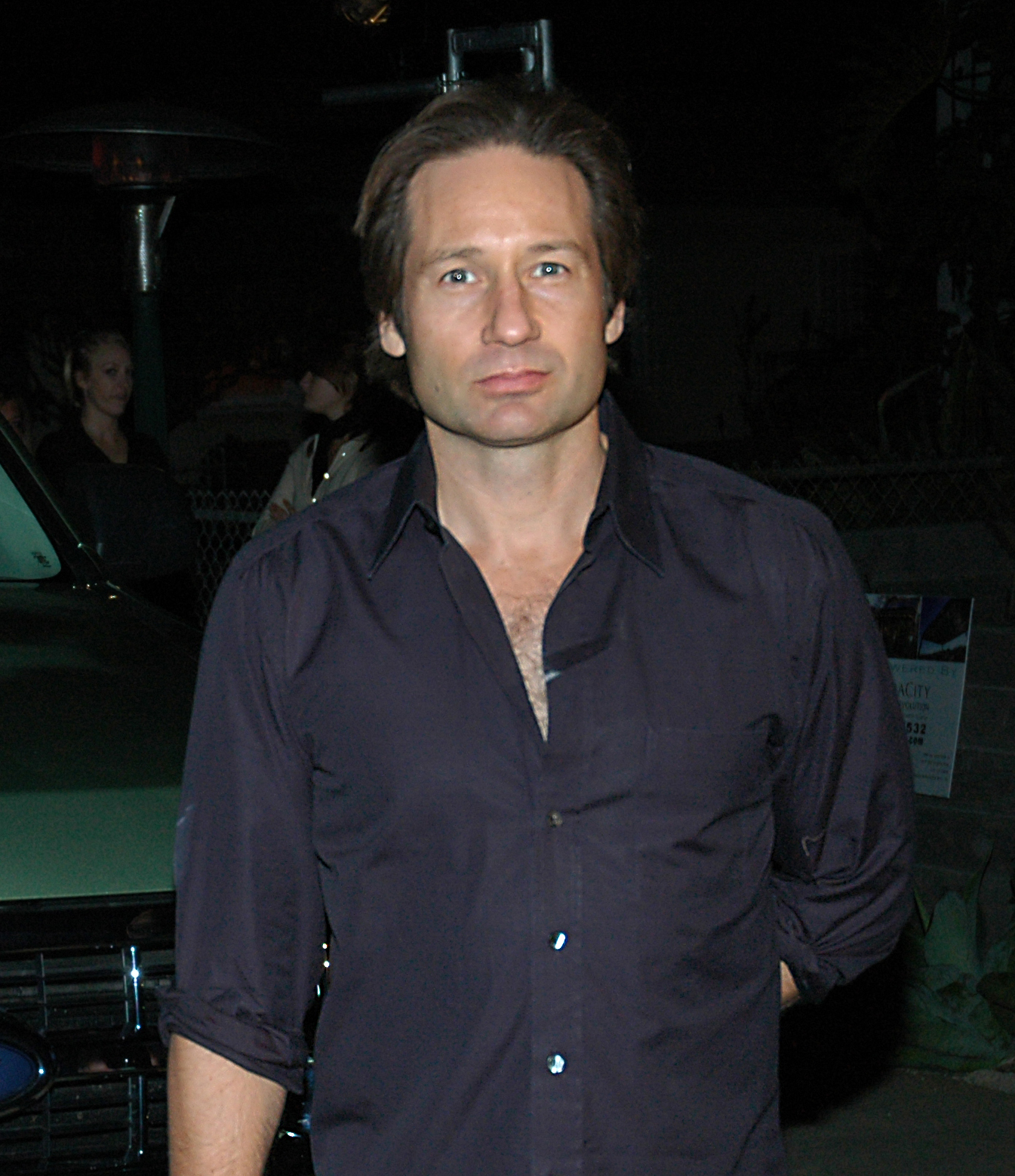
Дэвид Духовны сыгравший агента Ф.Малдера

«El Mundo gira» (с исп.  — «Мир вращается») — 11-й эпизод 4-го сезона сериала «Секретные материалы». Премьера
состоялась 12 января 1997 года на телеканале FOX. Эпизод принадлежит к типу «монстр недели» и никак не связан с основной «мифологией сериала», заданной в первой серии. Режиссёр — Такер Гейтс, автор сценария — Джон Шайбан, приглашённые звёзды — Митч Пиледжи, Рубен Бладес, Раймонд Крус.
В США серия получила рейтинг домохозяйств Нильсена, равный 13,3, который означает, что в день выхода серию посмотрели 22,37 миллиона человек.
Главные герои серии — Фокс Малдер (Дэвид Духовны) и Дана Скалли (Джиллиан Андерсон), агенты ФБР, расследующие сложно поддающиеся научному объяснению преступления, называемые Секретными материалами.

## Сюжет
В данном эпизоде Малдер и Скалли расследуют загадочную гибель мексиканской девушки в лагере нелегалов. У неё объедено лицо, а рядом валяются мертвые козы. Суеверные жители лагеря нелегалов обвиняют в происходящем Чупакабру, монстра из мексиканского фольклора. Тем временем, двое братьев, претендовавших на Марию, объявили друг другу войну, хотя один из них является носителем смертоносного грибкового заболевания.